# Lettele
Lettele is een dorp in de gemeente Deventer in de Nederlandse provincie Overijssel. In 2023 telde het dorp 1.710 inwoners. Tot een gemeentelijke herindeling in 1999 was Lettele een van de dorpen van de gemeente Diepenveen.

## Over Lettele

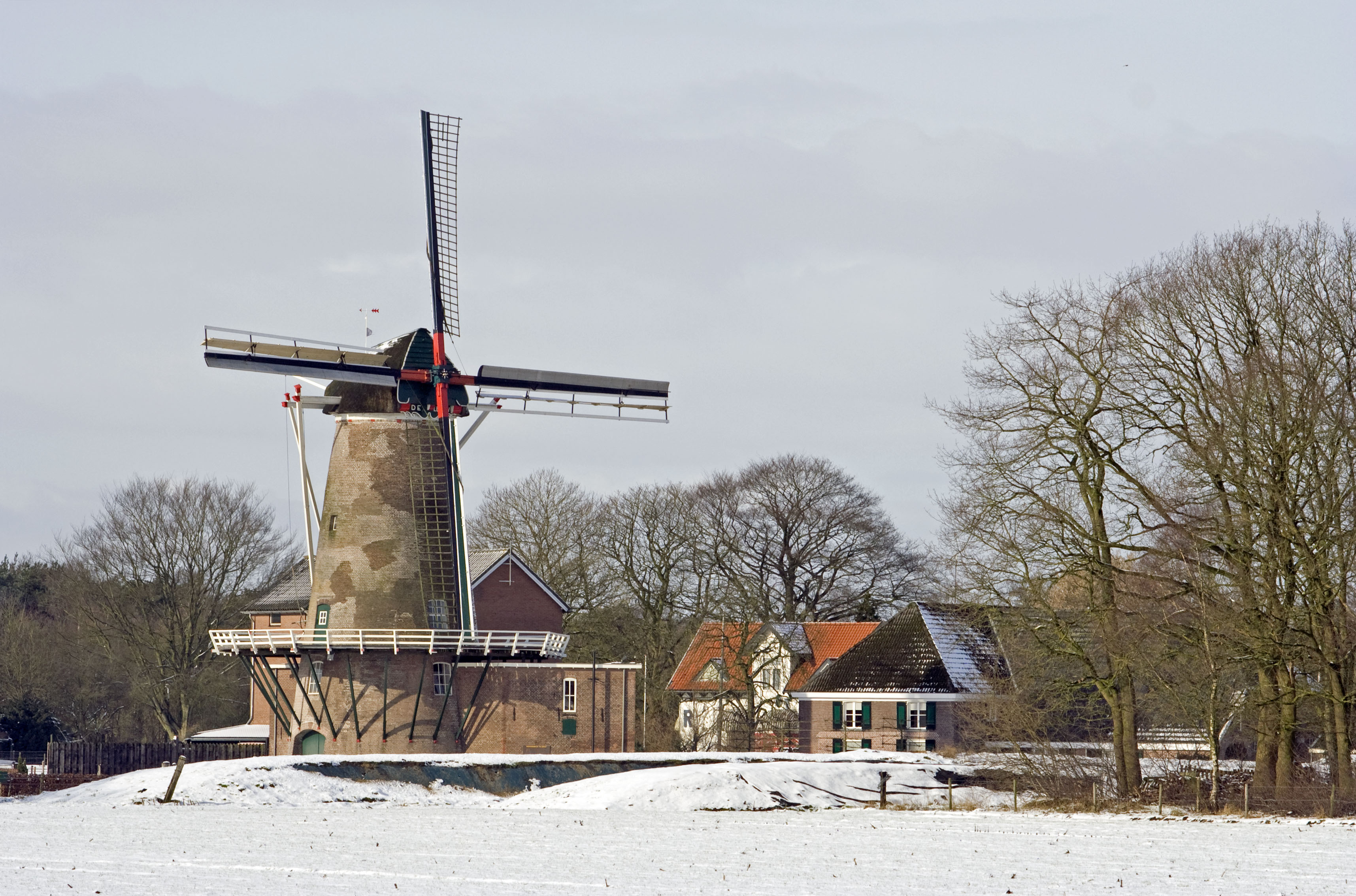
Korenmolen De Leeuw

De naam Lettele is een verbastering van Luttel-Loo, wat zoveel betekent als kleine open plek in het bos.
Lettele ligt op de Letteler Enk in de streek Salland, tussen de dorpen Okkenbroek en Schalkhaar aan de Oerdijk en Bathmenseweg. Andere plaatsen in de omgeving zijn naast de stad Deventer: Bathmen, Colmschate en Heeten. Onder het dorpsgebied van Lettele vallen ook de buurtschappen Linde, Zandbelt en Oude Molen, waar korenmolen De Leeuw uit 1856 staat.
In Lettele bevinden zich een katholieke kerk, een basisschool, een verwarmd buitenzwembad en een voetbalclub: VV Lettele. Het is qua bevolkingsopbouw een relatief jong dorp doordat er geregeld nieuwe woningen gebouwd worden.
Ten zuiden van het dorp ligt in een bosgebied een logistiek complex van het Nederlands Ministerie van Defensie, met magazijnen voor onderdelen van legervoertuigen en ander materieel.

## Nicolaaskerk
De driebeukige Nicolaaskerk werd ontworpen door architect Gerard te Riele en in 1894 gebouwd aan de Bathmenseweg (destijds nog een zandweg) in Lettele. De neogotische toren lijkt sterk op die van de Nicolaaskerk van Schalkhaar die eveneens ontworpen werd door Te Riele.

## Recreatie
Terugkerende evenementen zijn het jaarlijkse paasvuur en de dorpskermis die in het eerste weekend van augustus gehouden wordt.
De natuur rond Lettele trekt veel wandel- en fietsrecreanten. In de bossen van landgoed Het Oostermaat van Stichting IJssellandschap, direct ten oosten van het dorp, zijn wandelroutes uitgezet. Bijzonder is de zeven hectare grote bosweide De Slenk, een beschermd natuurreservaat dat vanaf het naastliggende pad goed te bekijken is. Aan de noordrand van Het Oostermaat werd gedurende de Tweede Wereldoorlog door de Duitse bezetter een lanceerinstallatie voor V1 'vliegende bommen' gebouwd. Hiervan zijn de restanten in 2004 vrijgelegd en te bezichtigen.
Lettele is gelegen aan de Europese wandelroute E11, waarvan het Nederlandse deel Marskramerpad heet. De route komt vanuit de richting Diepenveen en vervolgt na Lettele door landelijk gebied tot aan Oldenzaal. Daarbij worden onder andere de Holterberg en het landgoed Twickel gepasseerd.

## Openbaar vervoer
Lettele wordt van maandag t/m zaterdag overdag 1x/uur bediend door buurtbus 590: Nieuw Heeten - station Deventer
Het noorden van het Letteler gebied wordt aangedaan door buurtbus 517: station Deventer - Nieuw Heeten

## Geboren
- Carlijn Achtereekte (1990), langebaanschaatsster
- Jari Oosterwijk (1995), voetballer